# Норрланд
Норрланд, Норланд, Норландія (швед. Norrland, Norrlandia; фін. Norlanti) — регіон у Північній Швеції. На півдні межує з регіоном Свеаланд. Давніше означав північні землі обабіч Ботнічної затоки. Тепер східна частина входить до складу Фінляндії, а західна займає 60 % території Швеції. Лише 12 % населення Швеції живе в цьому історичному регіоні.
Норрланд в основному покритий лісами, які в XIX столітті стали джерелом сировини для деревообробної та паперової промисловості. Майже всі річки Норланду використовуються для гідроенергетики. Де виробляється майже вся гідроенергія Швеції — у багатьох країнах на це джерело електроенергії припадає незначна частка загального виробництва, але у Швеції воно становить 40 %.
У Норланді є також шахти з видобутку коштовних металів. У стародавні часи влада м. Стокгольма в основному розглядала Норландію як колонію з природними ресурсами, що підлягають експлуатації. Це ставлення досить добре видно з цитати:
| | Норланд - це Індія в наших власних кордонах, якщо ми розуміємо, як користуватися цим краєм |
| — Оригінальний текст (швед.) I Norrland hava vi inom våra gränser ett Indien, blott vi förstå att bruka det |                                                                                            |

.
Райони (ландскапи) цього історичного регіону на той час вважалися неважливими та нецивілізованими, внаслідок чого офіційні історичні записи мають бідну інформацію про північні терени.

## Історія
Історично Норланд є одним з чотирьох історичних країв Швеції. Західна частина краю відповідала північній половині Швеції, що межувала зі Свеаландією на півдні, а східна частина — північною половиною Фінляндії (колишня частина Королівства Швеції) і межувала з Естерландією на півдні. У Свеаланді та Геталанді земельні межі були дуже важливими з точки зору правової та адміністративної системи, але в Норланді це було не так. Тому відповідно, назва «Норланд» поступово стала синонімом усього, що на північ від Свеаландії.
Через зміну статусу Фінляндії кордони Норландії змінилися. У той час, коли слово «Фінляндія» означало лише південні землі нинішньої країни з такою назвою, кордон Норландії пролягали через річку Оулуйокі. Коли Швеція програла Росії й втратила Фінляндію, ситуація змінилася, і кордон був розміщений на річці Торн. На західній стороні Ботнічної затоки, що на північ від провінції Упланд — терени спочатку називалися «Норланд», а потім — все те, що на північ від Гестрікланду. Зазвичай вже сьогодні так називають Норланд, хоча іноді уточнюють, враховуючи край на північ від міста Гєвле, що є найстарішим та найзначнішим містом у Гестрікланді. Вперше ця назва згадується в «хроніці Карла», де описується, як Енгельбрект Енгельбректсон направив Еріку Пуке лист у 1433 р. із проханням про допомогу в підкоренні всієї Норландії.

## Ландскапи Норрланду
Цей історичний регіон, крім прибережних провінцій, дуже мало заселений. Регіон Норрланд формують 9 історичних провінцій (ландскапів):
| - Вестерботтен (швед. Västerbotten) - Гельсінгланд (швед. Hälsingland) - Гер'єдален (швед. Härjedalen) - Ємтланд (швед. Jämtland) - Єстрікланд (швед. Gästrikland) - Лапландія (швед. Lappland) - Медельпад (швед. Medelpad) - Норрботтен (швед. Norrbotten) - Онгерманланд (швед. Ångermanland) | Västerbotten · Hälsingland · Härjedalen · Jämtland · Gästrikland · Lappland · Medelpad · Norrbotten · Ångermanland |

Єстрікланд до 1634 року входив до складу регіону Свеаланд.

## Лени Норрланду
Адміністративно сучасна Швеція поділяється не на ландскапи (провінції), а на лени. Хоча Норрланд визначався саме в межах історичних провінцій, але на території цього регіону тепер знаходяться такі лени: Вестерботтен, Вестерноррланд, Євлеборг, Ємтланд і Норрботтен.

## Головні міста
Лулео, Євле, Сундсвалль, Шеллефтео, Умео, Естерсунд.

## Геральдика
Прапор Норландії є неофіційним, але був визначений на конкурсі журналу «Весь рік» у 1992 р..